# Kunstmaschine
Als Kunstmaschine bzw. Kunstmaschinen bezeichnen diverse Vertreter der kinetischen Kunst ihre kinetischen Werke, die beispielsweise durch Wind, Wasser oder Gravitation, Muskelkraft oder Motoren angetrieben werden.
Für kinetische Kunst, die etwas produziert, wie beispielsweise Zeichnungen oder Geräusche, wird häufig die Umkehrung des Begriffs verwendet: Maschinenkunst.
Vom 18. Oktober 2007 bis 27. Januar 2008 präsentierte die Schirn Kunsthalle Frankfurt die Ausstellung Kunstmaschinen – Maschinenkunst, zu der ein deutsch-englischer Katalog erschien. Vom 5. März – 29. Juni 2008 war die Ausstellung dann im Museum Tinguely in Basel zu sehen.
Ein weiterer unter kinetischen Künstlern gängiger Ausdruck ist die Bezeichnung ihrer Arbeiten als kinetische Objekte, einer kinetischen Form der Objektkunst. Ebenfalls gebräuchlich sind die Benennungen kinetische Skulpturen oder kinetische Plastiken als Kunstformen der Bildhauerei.

„Blowin’ in the wind“ ist eine kinetische Installation und Kunstmaschine von Willi Reiche

## Künstlerliste (Auswahl)
- Holger Bär
- Charly-Ann Cobdak[3]
- Wim Delvoye[4]
- Bernward Frank
- Franz Gsellmann
- Josef Kiraly
- Sascha Alexa Martin Müller[5]
- Willi Reiche[6]
- Wladimir Jewgrafowitsch Tatlin
- Jean Tinguely